# Guaraniaçu
Guaraniaçu est une municipalité brésilienne située dans l'État du Paraná.